# Salizzole

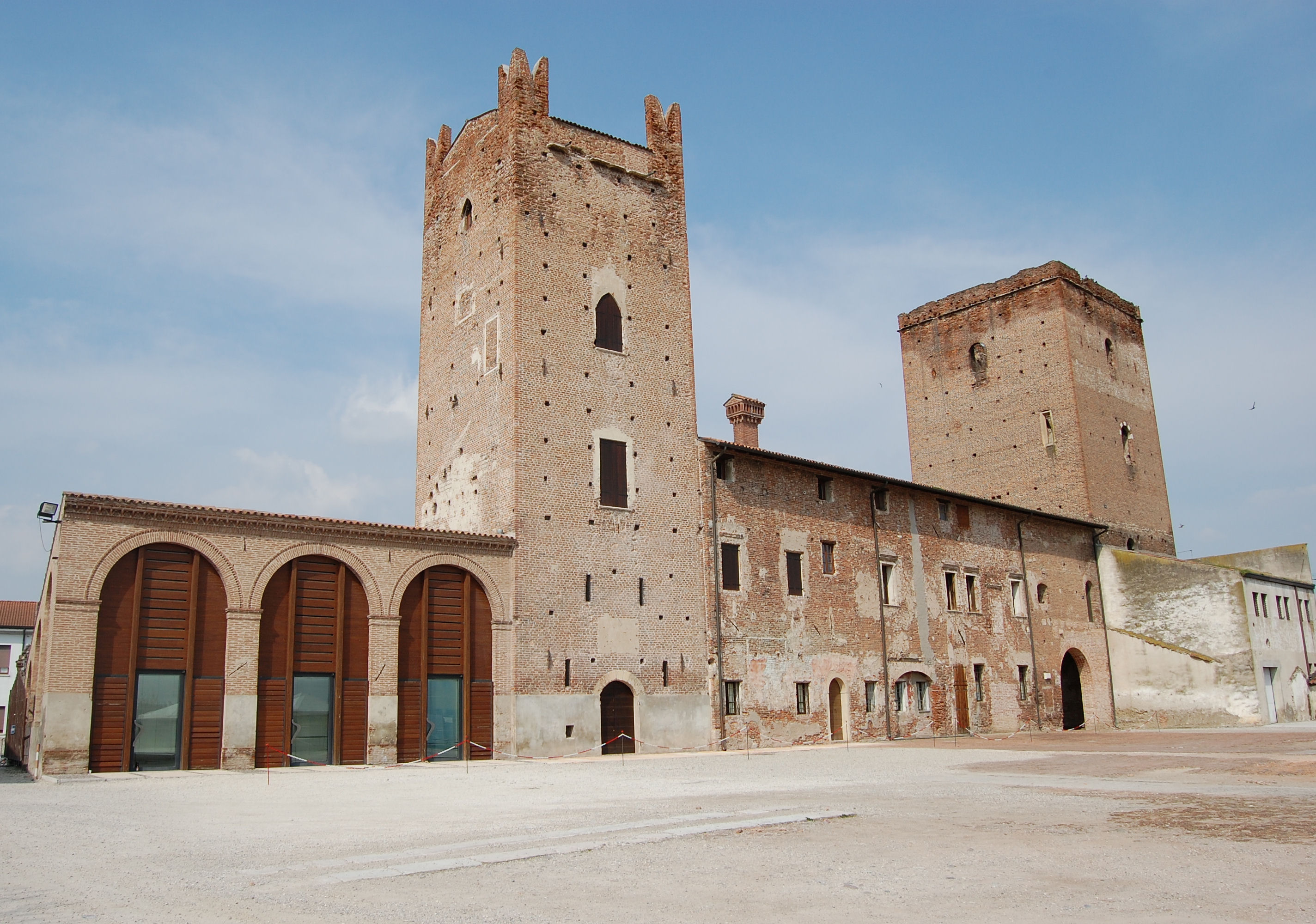
Scaligerburg in Salizzole

Salizzole ist eine nordostitalienische Gemeinde (comune) mit 3791 Einwohnern (Stand 31. Dezember 2023) in der Provinz Verona in Venetien. Die Gemeinde liegt etwa 20 Kilometer südsüdöstlich von Verona.

## Geschichte
Zeitweise lebte Cangrande I. della Scala in der dortigen Scaligerburg.